# 倫敦奧運籃球館
倫敦奧運籃球館（英語：Basketball Arena）是位於英國倫敦斯特拉福特奧林匹克公園之內的北面，以用作於舉辦2012年倫敦奧運及帕運會的新興建臨時比賽場館之一。

## 歷史
倫敦奧運籃球館於2009年10月動土；2010年3月開始動用1,000噸的鋼架興建。倫敦奧運籃球館最終於2011年6月預計限期前完工，成為奧林匹克公園第四大的場館外，也是奧運歷史上最大臨時比賽場館。由於倫敦奧運籃球館是為新興建的臨時場館，因此場館會在殘奧會落幕後連同位於奧林匹克公園的奧運曲棍球中心及倫敦水上運動中心一同被拆卸，但場館部分可用物資將會在英國其他地方組裝使用。

## 用途

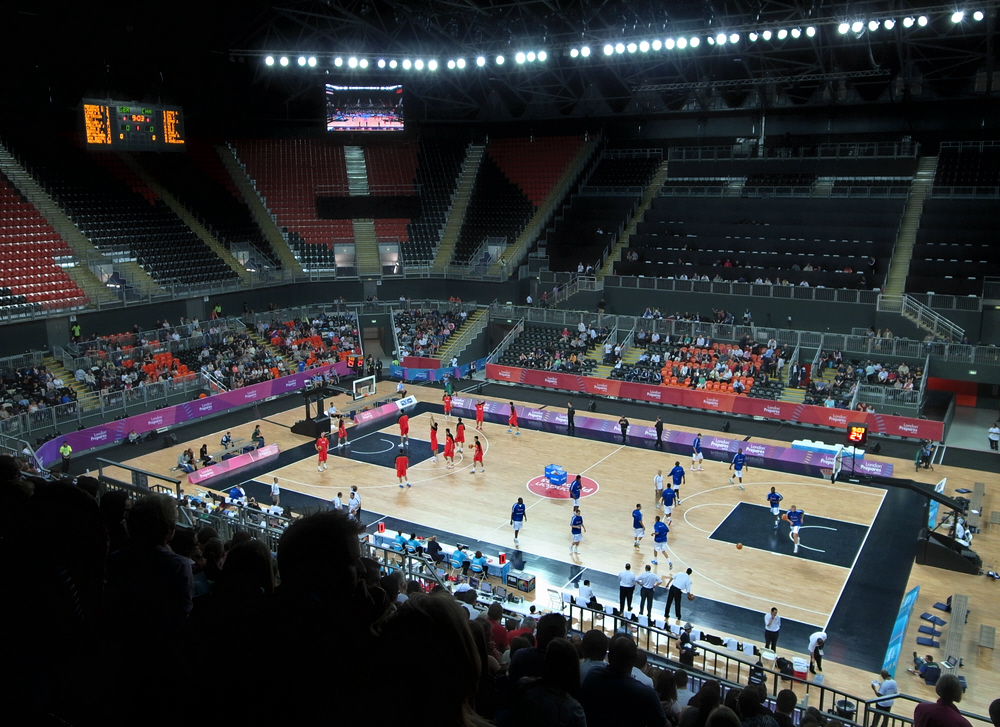
在倫敦奧運籃球館進行的2011年倫敦國際籃球邀請賽是為倫敦奧運測試賽

倫敦奧運籃球館是2012年倫敦奧運籃球及手球項目準決賽及決賽的比賽場館外；也是倫敦帕運會輪椅籃球以及輪椅橄欖球項目的比賽場館；而倫敦奧運籃球館也是為參加2012年倫敦奧運開幕典禮、閉幕典禮以及帕運會開幕、閉幕典禮運動員進場儀式進場前的等候場所。

## 設施
倫敦奧運籃球館設有可以容納12,000座位的臨時比賽場館。場館為了善用場地及資源，因此餐飲、保安、廢物處理及媒體室會和單車館共同使用；而當奧運籃球項目完成後，場館可以在22小時內拆卸有關籃球比賽的設施，並隨即轉換為用作手球項目比賽的場館；同樣道理，倫敦奧運籃球場將在帕運會輪椅籃球項目完成後12小時內轉換供輪椅橄欖球項目比賽的場館。